# Deportivo Galicia Fútbol Club
El Deportivo Galicia Fútbol Club (posteriorment Galicia de Aragua) fou un club de futbol veneçolà de la ciutat de Maracay.

## Història
El club va ser fundat el 19 de setembre de 1960 a la ciutat de Caracas. L'any 2005 es traslladà a Maracay, a l'estat d'Aragua, adoptant del nom de Galicia de Aragua.

## Palmarès
- Lliga veneçolana de futbol[1]
  - Era Professional: 1964, 1969, 1970, 1974.
- Segona divisió veneçolana de futbol: 
  - 1988, 1992, 2001
- Tercera divisió veneçolana de futbol: 
  - 2000
- Copa veneçolana de futbol:[2]
  - 1966, 1967, 1969, 1979, 1981

## Futbolistes destacats
- Oswaldo Ramírez